# The Leaf Label
The Leaf est un label indépendant de musique électronique.

## Présentation
Il s'agit d'un label indépendant britannique basé dans le Yorkshire , en Angleterre. Ce fut tout d'abord, un label de musique électronique, publiant principalement de la musique instrumentale, l'approche de la société comprend désormais des artistes allant du jazz au post-punk 

## Artistes produits
- Colleen
- Eardrum
- Manitoba
- Murcof
- Susumu Yokota
- Efterklang